# Punkt zapłonu
Punkt zapłonu (org. Flashpoint) – amerykański thriller z 1984 roku w reż. Williama Tannena. Adaptacja powieści George LaFountaine'a pod tym samym tytułem (1976). 

## Fabuła
Funkcjonariusz amerykańskiej straży granicznej Bobby Logan przypadkowo odnajduje na pustyni zagrzebanego w piachu jeepa wraz z ludzkim szkieletem, karabinem snajperskim i skrzynką pełną pieniędzy. Banknoty wskazują, że tkwi ona tam od początku lat 60. Informacją o swoim znalezisku dzieli się ze swoim przyjacielem ze służby Ernim. Obydwaj zdają sobie sprawę z powagi znaleziska, jednak nie informują o nim swoich przełożonych. Planują przywłaszczyć pieniądze, jednak obydwaj są na tyle ostrożni, że przedtem próbują się dowiedzieć czegokolwiek o pochodzeniu znaleziska. Ich działania przyciągają jednak uwagę FBI, której agenci nie przebierają w środkach aby odnaleźć pieniądze oraz pozbyć się niewygodnych świadków. Jak się bowiem okazuje tajemnicze znalezisko ma związek z głośnym  zabójstwem Johna F. Kennedy’ego w 1962 roku. 

## Obsada
- Kris Kristofferson – Bobby Logan
- Treat Williams – Ernie Wyatt
- Rip Torn – szeryf Wells
- Kurtwood Smith – agent Carson
- Jean Smart – Doris
- Tess Harper – Ellen
- Kevin Conway – Brook
- Miguel Ferrer – Roget
- Guy Boyd – Bobby Joe Lambasino
- Roberts Blossom – Amarillo
- Mark Slade – Hawthorne
- Terry Alexander – Peterson
- Ana Auther – Roget's Date
- William Frankfather – Lacy
- Joaquín Martínez – Pedroza
- Dick O'Neill – Hinshaw

i in. 

## Odbiór
Film otrzymał mieszane recenzje. Janet Maslin z The New York Times określiła go mianem "paranoicznej fantazji, która nie jest już modna na ekranie". Przeciwnego zadania był Roger Ebert, który film uznał za zupełnie dobry thriller. 
Obraz okazał się być finansową klapą – przy budżecie 10 mln. dolarów, dochód z jego rozpowszechniania w kinach USA wyniósł 3,8 mln. dolarów.  